# Cimitero maggiore (Mailand)

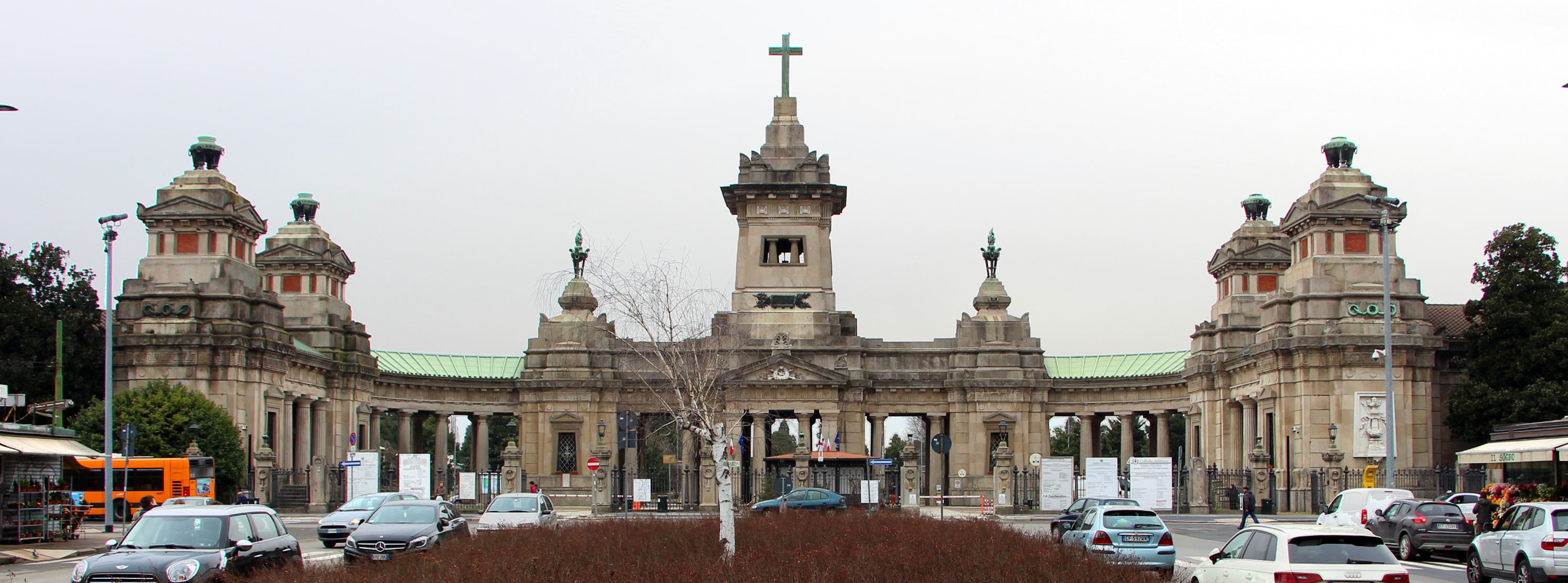
Haupteingang

Der Cimitero maggiore („Hauptfriedhof“) ist der größte Friedhof der norditalienischen Großstadt Mailand. Er ist auch als Cimitero di Musocco („Friedhof von Musocco“) oder einfach Musocco, weil er zur Zeit des Baus im Gebiet der damals selbstständigen Gemeinde Musocco lag. Allerdings befindet sich der Friedhof im damaligen Ortsteil von Musocco und heutigen Stadtteil von Mailand Garegnano, während das damalige Dorf (und heutige Stadtteil Musocco) einige Kilometer vom Friedhof entfernt liegt.
Der neue Friedhof wurde ab 1886 gebaut und 1895 eröffnet. Er ersetzte die alten Friedhöfe von San Rocco, Mojazza, Gentilino, Porta Vercellina und Porta Tosa, die gelagert und zugebaut wurden.